# 何仁里福德宮
24°10′09″N 120°39′25″E / 24.169038°N 120.656819°E
何仁里福德宮，是位於臺灣臺中市西屯區何仁里甘肅公園內的土地祠，為《臺中市公園綠地園道及行道樹管理自治條例》遭抗議而修法前，合法在臺中市的公園內建立的廟宇之一。

## 依法申請

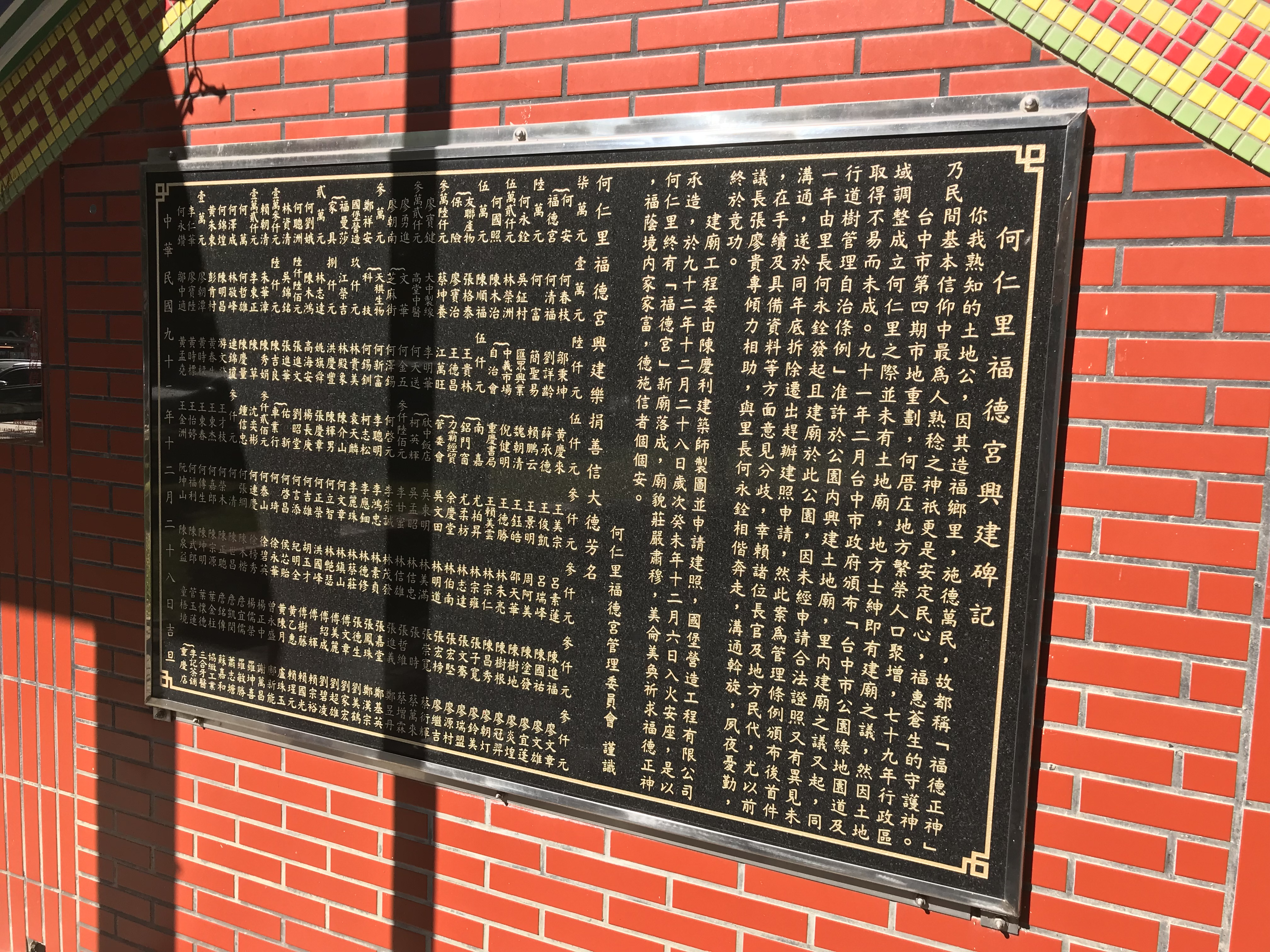
沿革

何仁里福德祠所在地原先有一顆石頭公，為附近居民的信仰中心，但在第四期重劃時遭到清除，民眾只好到其他里的土地祠祭拜。
2002年，臺中市議會依《地方制度法》通過《臺中市公園綠地園道及行道樹管理自治條例》。其中第36到43條成為公園可以建立土地公廟的法源依據。原通過實施的自治條文規定土地公廟與百姓公廟若配合公共設施遷建，里內又無適當的私有土地可供遷建者，可在公園重建，後來修正後增列里內無土地公廟且無土地設置者也可申請。條文也限制需依公園綠地面積限制興建使用面積，若該里已有土地公廟，則不宜再提申請。如南區工學里里長陳道森原想將工學里福德祠建在工學北路綠園道，但因該里的菜市場內已有土地公，被市府以稱為「一里一廟」的規定駁回。
2003年1月初，何仁里里長何永銓依此法向市府申請在里內的甘肅公園建立土地祠，卻發生程序問題而延誤。在不顧市府建設局景觀工程課多次以口頭及公文禁止動工下，此廟就搶在1月中旬建立。同月23日，反對蓋廟的民眾在公園外高舉「假神意，侵佔公地」布條，因有警方在場警戒、前議長張廖貴專也出面協調，抗議者未與去祭祀的里民發生發生衝突，雙方不歡而散。
該年1月30日，春節假期前夕，市府拆除這間才建好七日的土地公廟。拆廟前，何永銓焚香向土地公表示抱歉，說不能保護土地公的家。拆除過程中，堆高機數度在廟前熄火，最後以燒金紙向土地公解釋用意後，才以順利拆除。附近居民則不滿春節無廟可拜。
何永銓被市府提出竊佔告訴，指控剷除甘肅公園內的人行道、圍牆後興建廟宇。同年4月24日上午，檢察官姑念何永銓是為里民服務，且已將福德祠拆除、將草皮、人行道恢復原狀，予以不起訴處分。
何仁里福德宮獲准興建後的2003年末入火安座，並由市長胡志強當起造人及獲得門牌。後來何永銓自2010年端午節開始，在此宮辦理資源回收換粽子的活動。他還用廟中一百多萬的善款，在里內重要路口建置三十多支的監視器。

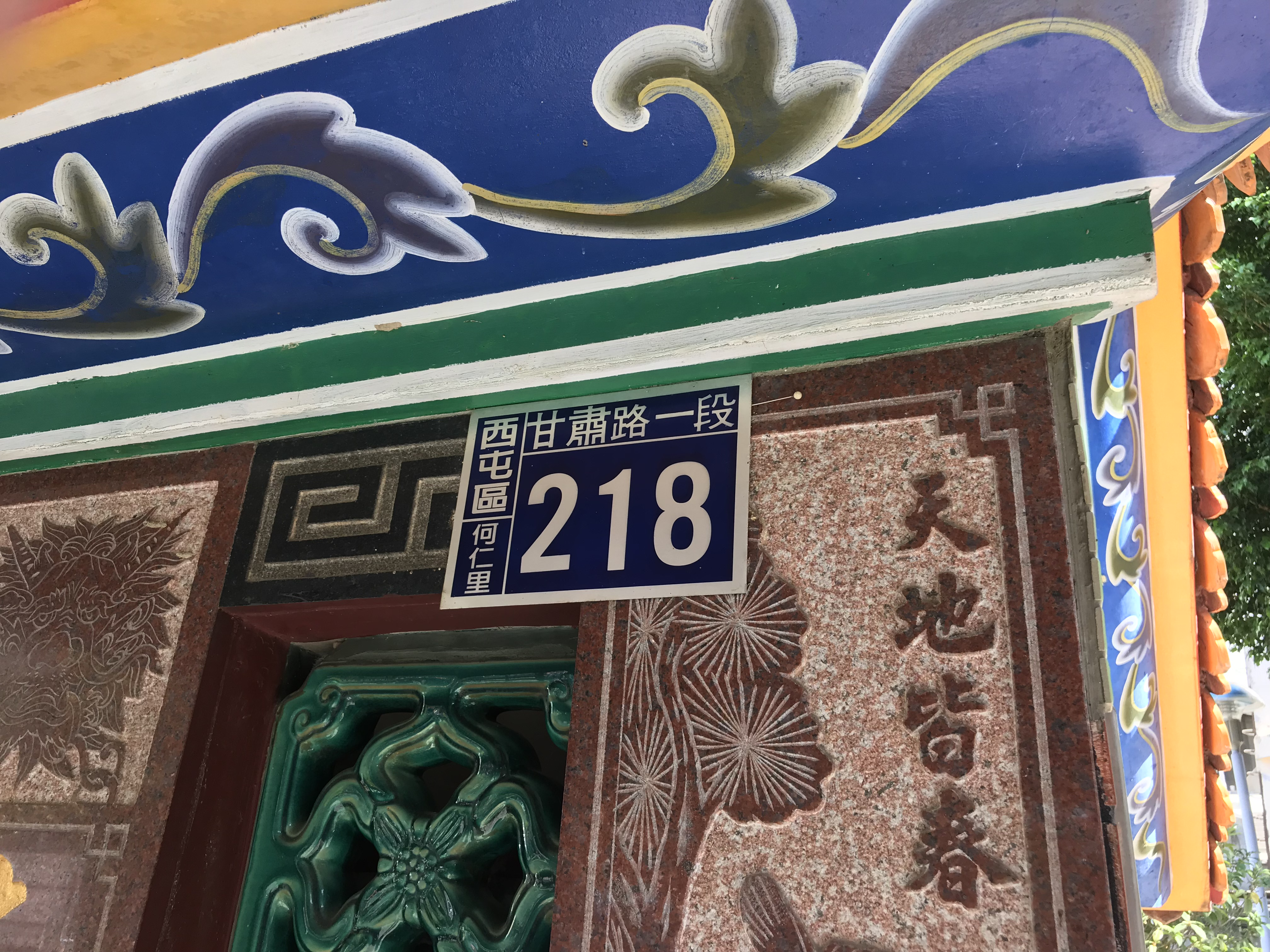
門牌

## 法律修改
除此廟外，臺中市西區的美村公園與大益公園、北區的賴明公園與梅川公園、南屯區的大興公園等地皆有里長依《臺中市公園綠地園道及行道樹管理自治條例》獲准興建土地廟，但2004年3月接連發生居民反對在美村公園、大益公園內蓋廟，先後連署向市府陳情。北屯區仁愛里因沒有土地公廟，里民對興建意見不一，里長張耀祖就先對進行意願調查，以多數人的意見為依據。此條款也引發其他宗教信仰者反彈，並陳情到內政部。內政部也在該年表示決定基於宗教平等原則，反對在公園綠地興建廟。
2005年10月3日，主婦聯盟環保基金會台中分事務所、台灣大地文教基金會、台中市自然關懷協會、台中市人際關係協會、台中市美術城鄉敦睦協會、台中市新環境企進協會等六個環保團體，以環保問題，要求市府建設局修改此條款的36到43條，禁止公園內再建廟。三賢公園的福安宮為市府提供公園空間建土地公廟的最後一批，2005年11月動工，2006年1月4日安座。該年初，西區公平里里長李威男欲在東興公園興建土地公廟，就被市政府以內政部禁公園建廟、實質違建而拆除。2012年，港尾永興福德祠因在水湳經貿園區開發範圍內被迫要遷建時，里民連署呼籲市府協助將福德祠移到旁邊的公園預定地，就被副市長蕭家淇以違憲理由作拒絕。
因內政部不同意備查，公園建廟的條文遂被刪除，之後市府地政局遇到資金不足、無法申請在重劃區原地保留的廟宇，就把該土地劃為抵費地，認為一般民眾應該不會競標，再請廟方募集資金投標，以徹底解決土地合法性問題。但被列為重劃區抵費地的西屯何厝庄福德祠廟地還是被人標走，因此市府只好協助解除合約。